# Acanthopoma annectens
Acanthopoma annectens là một loài cá da trơn trong họ Trichomycteridae, và là loài duy nhất của chi Acanthopoma. Loài cá này có kích thước khoảng 12 cm và có nguồn gốc từ thượng và trung lưu sông Amazon. Đây là loài ký sinh, tấn công như một con đỉa và để lại vết thương cho nạn nhân.